# Malkowice (Petite-Pologne)
Pour les articles homonymes, voir Malkowice.
Malkowice est une localité polonaise de la gmina de Koszyce, située dans le powiat de Proszowice en voïvodie de Petite-Pologne.